# ماريان برانز
ماريان برانز (بالألمانية: Marianne Bruns)‏ (31 أغسطس 1897، لايبزيغ في ألمانيا - 1994، درسدن في ألمانيا)؛ كاتِبة ومؤلِّفة وشاعرة ألمانية.